# Riedsee (Donaueschingen)

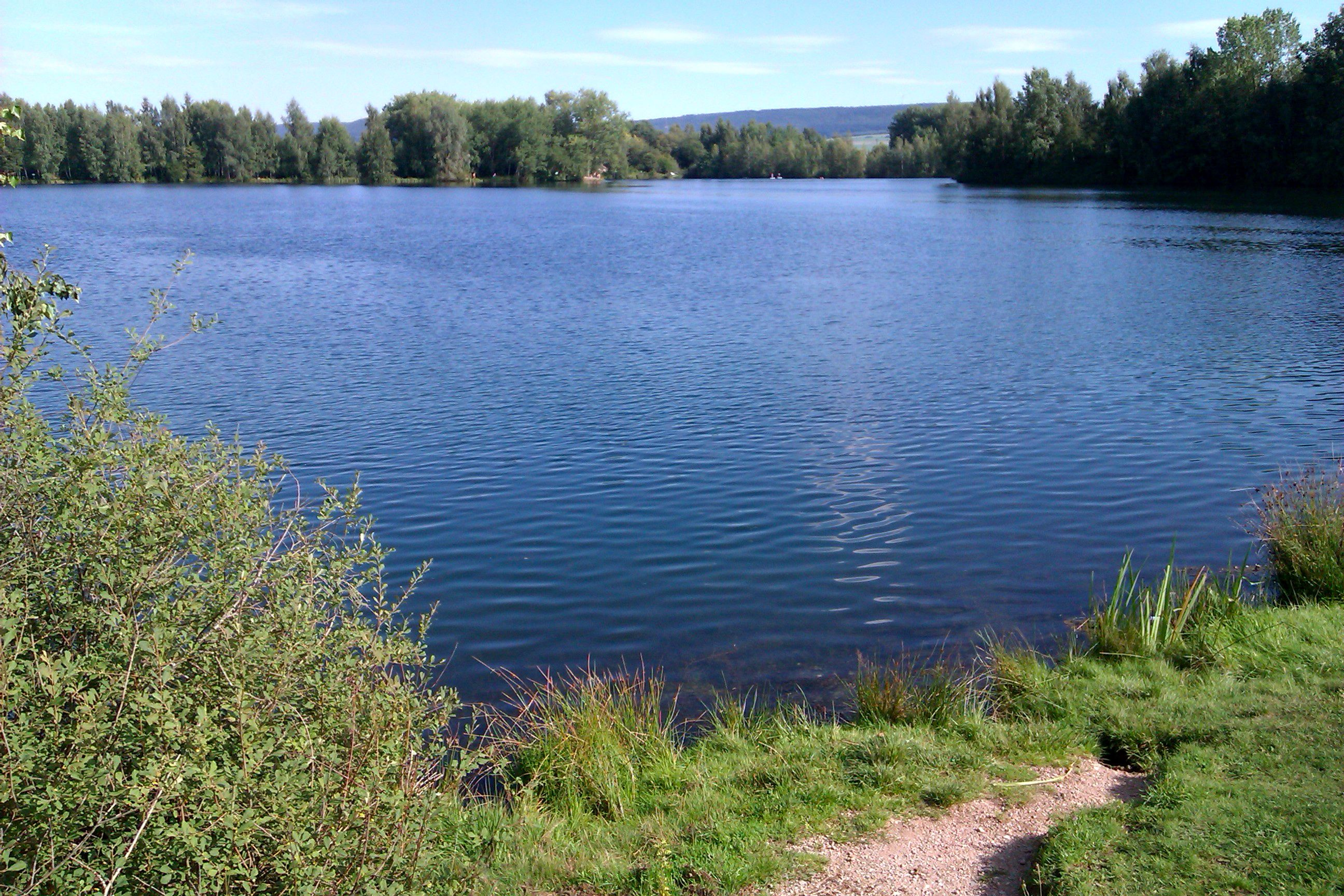
Ostteil des Riedsees bei Pfohren

Als Riedsee oder Riedseen werden mehrere benachbarte Baggerseen in der Nähe von Donaueschingen im Schwarzwald-Baar-Kreis bezeichnet.

## Die Riedseen
Insgesamt gibt es in diesem, auch als Ried bezeichneten, Gelände vier größere Seen und mehrere kleinere, die sich zwischen den Donaueschinger Ortsteilen Allmendshofen und Pfohren sowie der Stadt Hüfingen befinden. Die beiden größten Seen heißen Riedsee I und II, ein kleinerer See mit Sandstrand, unmittelbar an einem Campingplatz gelegener See, wird Badesee genannt. Außerdem gibt es weitere kleinere Seen in unmittelbarer Umgebung. Der nördlich von Riedsee II, bzw. westlich von Riedsee I gelegene See, von letzterem durch ein Waldstück getrennt, wird auch Kleiner Fischbachweiher genannt. Die Riedseen haben eine Gesamtfläche von 20 Hektar.
Sowohl an Riedsee I als auch an Riedsee II befinden sich Kieswerke mit Baggerschiffen in Betrieb.
Wegen ihrer landschaftlichen Reize, aber auch zum Beobachten von heimischen oder durchziehenden Wasservögeln wie z. B. Reiherente, Haubentaucher, Blässhuhn, Lachmöwe, Weißbartseeschwalben, Prachttaucher, Weißstorch oder Schwan sind die Riedseen ein beliebtes Ziel bei Naturfreunden und Vogelkundlern. Beide Seen werden im Sommer auch als Badeseen genutzt. Der Kleine Fischbachweiher, ein von Wald und Wiesen umgebener Naturbadesee, ist seit Jahrzehnten ein Refugium für FKK-Anhänger. Auch Paddler oder Anfänger im Windsurfen sind auf den beiden großen Seen zu finden.

## Wegbeschreibung
Der östlich gelegene Riedsee I ist am besten von Osten über Pfohren zu erreichen; dort befindet sich ein Campingplatz, über den man den Badesee erreichen kann. Der westlich gelegene Riedsee II befindet sich nur wenige hundert Meter neben der B 27, nahe der Anschlussstelle an die B 31. Man erreicht ihn am besten von Süden aus über die Abfahrt der B 27 Hüfingen-Süd. Von Donaueschingen aus zu Fuß oder per Fahrrad stadtauswärts ein Stück weit auf dem Donauradwanderweg der Brigach entlang bis Höhe Donauzusammenfluss, danach über die Bregbrücke und etwa einen knappen Kilometer weiter direkt nach der B 27 Straßenunterführung beim Klärwerk rechts abbiegen und noch etwa 2 km weiter, dann links abbiegen in eine Rechtskurve und etwa 500 m weiter links abbiegen, danach gleich wieder rechts am Vereinsheim des Modellflugplatzes vorbei etwa 500 m weiter bis zu den beiden Seen (Fischbachweiher geradeaus und Riedsee II wenige hundert Meter weiter rechts).
Von Donaueschingen in Richtung Hüfingen, Abfahrt Allmendshofen (Grüner Baum).
Geradeaus durch den Ort am Roten Rathaus vorbei und über die Brücke bis zum Trafohäuschen, an der Kreuzung links an der Bundesstraße entlang bis zur Unterführung. Auf der anderen Seite wieder zurück bis zum Modellflugplatz. Dann gibt es drei Möglichkeiten: links zum Camping, mittig zum FKK-Strand und rechts zum Bagger.

## Zeitweilige Probleme an den Badestränden
Anfang Mai 2007 durchkreuzte der Donaueschinger Stadtrat die Pläne des damaligen Oberbürgermeisters Thorsten Frei (CDU) zum „Durchgreifen“ per generellem Nacktbadeverbot gegen FKK-Freunde mit hohen Strafandrohungen, nachdem in den letzten Jahren stark zunehmenden Entgleisungen im Bereich der Seen durch nächtliche Saufgelage, Schlägereien unter Betrunkenen, Belästigungen von Besuchern durch Spanner oder Exhibitionisten, Vermüllen der Landschaft, Lärmbelästigungen, wilden Campierens und dergleichen mehr, die von „interessierten Kreisen“ unberechtigterweise dem unbekleideten Baden der FKK- und Naturfreunde angelastet wurden als angebliche Ursache für sittlichen Verfall und Verfehlungen einiger weniger vandalisierender Besucher.

## Wasserqualität
Die Wasserqualität ist nach Untersuchungen von Stiftung Warentest als empfehlenswert eingestuft worden, Grenzwerte und strengere Richtwerte wurden demnach immer eingehalten. Im Übrigen kann die Wasserqualität beim zuständigen Gesundheitsamt in Donaueschingen, bzw. beim Kreisgesundheitsamt in VS-Villingen, jederzeit aktuell angefragt werden.